# 錢德勒島
77°21′S 153°10′W / 77.350°S 153.167°W
錢德勒島（英語：Chandler Island），是南極洲的島嶼，位於愛德華七世地，處於蘇茲貝格灣，屬於懷特群島的一部分，長7公里，美國地質調查局根據測量和美國海軍拍攝的空中照片繪入地圖，現時由南極條約體系管理。